# 菲利佩什蒂德珀杜雷鄉
45°00′N 25°45′E / 45.000°N 25.750°E
菲利佩什蒂德珀杜雷鄉（羅馬尼亞語：Comuna Filipeștii de Pădure, Prahova），是羅馬尼亞的鄉份，位於該國中南部，由普拉霍瓦縣負責管轄，面積49平方公里，海拔高度290米，2007年人口10,302，人口密度每平方公里212人。